# Santa Rita (khu tự quản)
Santa Rita là một khu tự quản thuộc bang Zulia, Venezuela. Thủ phủ của khu tự quản Santa Rita đóng tại Santa Rita. Khự tự quản Santa Rita có diện tích 578 km2, dân số theo điều tra dân số ngày 21 tháng 10 năm 2001 là 44119 người.